# Southwest Meade (Dakota del Sur)
Southwest Meade es un territorio no organizado ubicado en el condado de Meade en el estado estadounidense de Dakota del Sur. En el Censo de 2010 tenía una población de 11199 habitantes y una densidad poblacional de 8,78 personas por km².

## Geografía
Southwest Meade se encuentra ubicado en las coordenadas 44°21′50″N 103°23′42″O / 44.36389, -103.39500. Según la Oficina del Censo de los Estados Unidos, Southwest Meade tiene una superficie total de 1275.34 km², de la cual 1272.69 km² corresponden a tierra firme y (0.21%) 2.64 km² es agua.

## Demografía
Según el censo de 2010, había 11199 personas residiendo en Southwest Meade. La densidad de población era de 8,78 hab./km². De los 11199 habitantes, Southwest Meade estaba compuesto por el 93.67% blancos, el 0.38% eran afroamericanos, el 2.66% eran amerindios, el 0.39% eran asiáticos, el 0.01% eran isleños del Pacífico, el 0.22% eran de otras razas y el 2.66% pertenecían a dos o más razas. Del total de la población el 1.68% eran hispanos o latinos de cualquier raza.